# Маунт-Морріс (Мічиган)
Маунт-Морріс (англ. Mount Morris) — місто (англ. city) в США, в окрузі Дженесі штату Мічиган. Населення — 3170 осіб (2020).

## Географія
Маунт-Морріс розташований за координатами 43°7′2″ пн. ш. 83°41′56″ зх. д. / 43.11722° пн. ш. 83.69889° зх. д. (43.117348, -83.698918).  За даними Бюро перепису населення США в 2010 році місто мало площу 3,10 км², уся площа — суходіл.

## Демографія
Згідно з переписом 2010 року, у місті мешкало 3086 осіб у 1317 домогосподарствах у складі 780 родин. Густота населення становила 995 осіб/км².  Було 1505 помешкань (485/км²).
Расовий склад населення:
| - 80,1 % — білих - 13,4 % — чорних або афроамериканців - 0,6 % — корінних американців - 0,5 % — азіатів - 1,1 % — осіб інших рас |

До двох чи більше рас належало 4,3 %. Частка іспаномовних становила 4,4 % від усіх жителів.
За віковим діапазоном населення розподілялося таким чином: 27,1 % — особи молодші 18 років, 63,5 % — особи у віці 18—64 років, 9,4 % — особи у віці 65 років та старші. Медіана віку мешканця становила 34,0 року. На 100 осіб жіночої статі у місті припадало 86,0 чоловіків;  на 100 жінок у віці від 18 років та старших — 80,7 чоловіків також старших 18 років.
Середній дохід на одне домашнє господарство  становив 32 590 доларів США (медіана — 20 563), а середній дохід на одну сім'ю — 36 451 долар (медіана — 22 424). Медіана доходів становила 48 875 доларів для чоловіків та 25 167 доларів для жінок. За межею бідності перебувало 38,4 % осіб, у тому числі 58,1 % дітей у віці до 18 років та 6,8 % осіб у віці 65 років та старших.
Цивільне працевлаштоване населення становило 923 особи. Основні галузі зайнятості: роздрібна торгівля — 23,7 %, освіта, охорона здоров'я та соціальна допомога — 18,9 %, мистецтво, розваги та відпочинок — 16,3 %.